# Cam Ranh (thành phố)
Cam Ranh là một thành phố ven biển cũ trực thuộc tỉnh Khánh Hòa, Việt Nam.
Cam Ranh tiếng Êđê bản xứ gọi là Kăm Mran, nghĩa là nơi dừng thuyền bến tàu.

## Tên gọi
Cam Ranh theo tiếng Chăm, tiếng J'rai hoặc tiếng Êđê là: Kăm M'ran; Kăm có nghĩa là: Dồn một chỗ, một đống, tập trung lại, hay gọi là bến; M'ran có nghĩa là: tàu, thuyền, đò; nghĩa chung là nơi Tàu, thuyền tập trung hay gọi là bến Tàu, thuyền, sau này phiên âm sang tiếng Việt từ Kăm M'ran đọc thành Cam Ranh (Nghĩa của từ Kăm M'ran gần giống như từ Vũng Tàu vậy).

## Lịch sử
Cam Ranh tiếng bản xứ Êđê cổ gọi là Kăm Mran. Sau đó kể từ năm 1653, khi chúa Nguyễn Phúc Tần lập ra dinh Thái Khang với 2 phủ và 5 huyện, qua các đời vua Minh Mạng, Thành Thái, Duy Tân đến Bảo Đại sau này với nhiều cách phân định ranh giới, lập các đơn vị hành chính khác nhau. Cho đến giữa năm 1939, Cam Ranh (Kăm Mran) ngày nay vẫn là một phần đất của huyện Vĩnh Xương (gồm các tổng Thủy Triều, Cam Linh, Thịnh Xương và 6 tổng miền núi) giáp với tỉnh Ninh Thuận thuộc Panduranga Chămpa cổ.
Giữa năm 1939, với nghị định ngày 8 tháng 6 của Toàn quyền Đông Dương Georges Catroux và chỉ dụ số 17 của Bảo Đại, tách một phần đất của Ninh Thuận và huyện Vĩnh Xương lập một đơn vị hành chính tương đương cấp huyện, trực thuộc tỉnh Khánh Hòa gọi là Nha đại lý hành chính Ba Ngòi, năm 1947 đổi thành quận Cam Lâm.
Từ năm 1965 - 1972, Hoa Kỳ đóng quân ở đây và gọi là Căn cứ không quân Cam Ranh (hay Quân cảng Cam Ranh). Năm 1978, Liên Xô - mà sau này do Nga kế tục - thuê lại căn cứ Cam Ranh với thời hạn đến năm 2004, nhưng đã kết thúc sớm hơn hai năm.

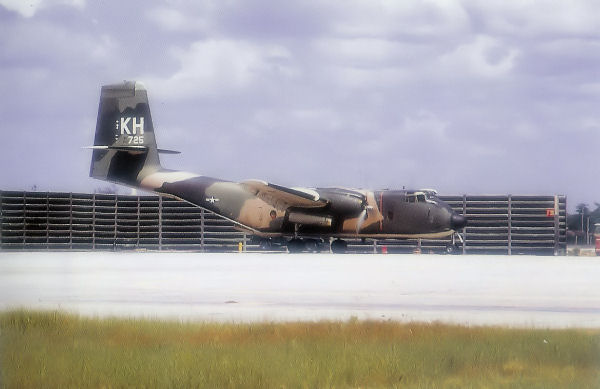
Không quân Hoa Kỳ tại căn cứ Cam Ranh năm 1971

Tháng 10 năm 1965, Tổng thống Nguyễn Văn Thiệu ký sắc lệnh số 206 ngày 25 tháng 1, lấy các xã Suối Vĩnh, Suối Hải, Suối Hoà, Cam Phúc, Cam Ranh, Cam Bình, Cam Linh, Cam Lộc của quận Cam Lâm và phần đất đã nhập vào quận Du Long (tỉnh Ninh Thuận) trước đó là các thôn Hoà Diêm, Trại Láng, Ma Dù, Sông Cạn, Mỹ Thạnh thành lập thị xã Cam Ranh (trực thuộc trung ương). Đến ngày 6 tháng 7 năm 1966, Nghị định số 620 BNV/NC/NĐ đổi các xã thuộc thị xã Cam Ranh thành khu phố. Sắc lệnh số 17-SL/NV ngày 20 tháng 2 năm 1968, lấy thêm xã Cam Sơn và một phần xã Cam Phú, Cam Thượng của quận Cam Lâm sáp nhập vào thị xã Cam Ranh. Nghị định số 1048-NĐ/NV ngày 7 tháng 11 năm 1970, chia thị xã Cam Ranh thành hai quận là quận Bắc và quận Nam. Quận Bắc gồm các khu phố: Suối Hòa, Suối Vĩnh, Suối Hải, Suối Cam; quận Nam gồm các khu phố: Cam Phúc, Cam Bình, Cam Ranh, Cam Phú, Cam Lộc, Cam Sơn, Cam Thịnh.
Về phía chính quyền cách mạng (đóng tại Khánh Sơn), để thuận tiện cho sự chỉ đạo từng thời kỳ, địa giới hành chính huyện Ba Ngòi cũng có một số thay đổi. Cuối năm 1949, nhập tổng Hòa Tân vào huyện Ba Ngòi, đầu năm 1951, tách huyện Ba Ngòi thành 2 khu: khu đặc biệt Cam Ranh và huyện Khánh Sơn.
Sau năm 1975, thị xã Cam Ranh hợp nhất với hai tỉnh Khánh Hòa và Phú Yên thành tỉnh Phú Khánh. Lúc này, thị xã Cam Ranh hợp nhất với quận Cam Lâm thành huyện Cam Ranh thuộc tỉnh Phú Khánh.
Ngày 10 tháng 3 năm 1977, Hội đồng Chính phủ ban hành Quyết định 49-CP sáp nhập huyện Khánh Sơn vào huyện Cam Ranh.
Huyện Cam Ranh gồm 22 xã: Ba Cụm, Cam An, Cam Bình, Cam Đức, Cam Hải, Cam Hiệp, Cam Hòa, Cam Lập, Cam Linh, Cam Lộc, Cam Lợi, Cam Nghĩa, Cam Phúc, Cam Phước, Cam Tân, Cam Thành, Cam Thịnh, Cam Thuận, Sơn Hiệp, Sơn Tân, Thành Sơn và Trung Hạp.
Ngày 23 tháng 10 năm 1978, hợp nhất 4 xã: Cam Linh, Cam Lộc, Cam Lợi, Cam Thuận thành thị trấn Ba Ngòi (thị trấn huyện lỵ huyện Cam Ranh).
Ngày 30 tháng 9 năm 1981, chia xã Cam Thành thành hai xã Cam Thành Bắc và Cam Thành Nam, chia xã Cam Phúc thành hai xã Cam Phúc Bắc và Cam Phúc Nam.
Ngày 27 tháng 6 năm 1985, tách 4 xã: Ba Cụm, Sơn Hiệp, Thành Sơn và Trung Hạp để tái lập huyện Khánh Sơn.
Huyện Cam Ranh còn lại thị trấn Ba Ngòi và 16 xã: Cam An, Cam Bình, Cam Đức, Cam Hải, Cam Hiệp, Cam Hòa, Cam Lập, Cam Nghĩa, Cam Phúc Bắc, Cam Phúc Nam, Cam Phước, Cam Tân, Cam Thành Bắc, Cam Thành Nam, Cam Thịnh, Sơn Tân.
Ngày 13 tháng 9 năm 1985, chia xã Cam An thành hai xã Cam An Bắc và xã Cam An Nam, chia xã Cam Phước thành hai xã Cam Phước Đông và Cam Phước Tây, chia xã Cam Thịnh thành hai xã Cam Thịnh Đông và xã Cam Thịnh Tây, chia xã Cam Hải thành hai xã Cam Hải Đông và Cam Hải Tây.
Ngày 16 tháng 4 năm 1988, chia xã Cam Hiệp thành hai xã Cam Hiệp Nam và Cam Hiệp Bắc.
Ngày 30 tháng 6 năm 1989, tỉnh Khánh Hòa được tái lập từ tỉnh Phú Khánh, huyện Cam Ranh thuộc tỉnh Khánh Hòa.
Tính đến cuối năm 1999, huyện Cam Ranh có 22 đơn vị hành chính gồm thị trấn Ba Ngòi và 21 xã: Cam An Bắc, Cam An Nam, Cam Bình, Cam Đức, Cam Hải Đông, Cam Hải Tây, Cam Hiệp Bắc, Cam Hiệp Nam, Cam Hòa, Cam Lập, Cam Nghĩa, Cam Phúc Bắc, Cam Phúc Nam, Cam Phước Đông, Cam Phước Tây, Cam Tân, Cam Thành Bắc, Cam Thành Nam, Cam Thịnh Đông, Cam Thịnh Tây, Sơn Tân.
Ngày 7 tháng 7 năm 2000, Chính phủ ban hành Nghị định 21/2000/NĐ-CP về việc thành lập thị xã Cam Ranh thuộc tỉnh Khánh Hòa. Theo đó:
- Thành lập thị xã Cam Ranh trên cơ sở toàn bộ diện tích và dân số của huyện Cam Ranh.
- Thành lập 6 phường: Ba Ngòi, Cam Linh, Cam Lộc, Cam Lợi, Cam Phú và Cam Thuận trên cơ sở giải thể thị trấn Ba Ngòi.
- Chuyển 3 xã: Cam Nghĩa, Cam Phúc Bắc và Cam Phúc Nam thành 3 phường có tên tương ứng.

Sau khi thành lập, thị xã Cam Ranh có 68.435 ha diện tích tự nhiên và 191.066 nhân khẩu với 27 đơn vị hành chính trực thuộc, gồm 9 phường: Ba Ngòi, Cam Linh, Cam Lộc, Cam Lợi, Cam Nghĩa, Cam Phú, Cam Phúc Nam, Cam Phúc Bắc, Cam Thuận và 18 xã: Cam Bình, Cam Lập, Cam Phước Đông, Cam Thành Nam, Cam Thịnh Đông, Cam Thịnh Tây, Cam Tân, Cam Hòa, Sơn Tân, Cam Hải Tây, Cam Đức, Cam Hiệp Bắc, Cam Hiệp Nam, Cam Thành Bắc, Cam An Bắc, Cam An Nam, Cam Phước Tây, Cam Hải Đông
Ngày 11 tháng 4 năm 2007, tách 12 xã: Cam Tân, Cam Hòa, Sơn Tân, Cam Hải Tây, Cam Đức, Cam Hiệp Bắc, Cam Hiệp Nam, Cam Thành Bắc, Cam An Bắc, Cam An Nam, Cam Phước Tây và Cam Hải Đông của thị xã Cam Ranh để thành lập huyện Cam Lâm.
Ngày 3 tháng 6 năm 2009, thị xã Cam Ranh được công nhận là đô thị loại III.
Ngày 23 tháng 12 năm 2010, Chính phủ ban hành Nghị quyết 65/NQ-CP thành lập thành phố Cam Ranh trên cơ sở toàn bộ diện tích và dân số của thị xã Cam Ranh. Thành phố Cam Ranh có 9 phường và 6 xã trực thuộc.

## Địa lý
Thành phố Cam Ranh (Kăm Mran) cách thành phố Nha Trang 45 km về phía nam, nằm bên Quốc lộ 1, tọa lạc bên bờ Vịnh Cam Ranh, một vịnh biển tự nhiên được xem là vịnh tự nhiên tốt nhất Đông Nam Á, nơi hội tụ những điều kiện tự nhiên hết sức thuận lợi cho phát triển dịch vụ cảng biển và du lịch.
Thành phố Cam Ranh nằm ở phía nam tỉnh Khánh Hòa, có vị trí địa lý:
- Phía bắc giáp huyện Cam Lâm
- Phía nam giáp huyện Thuận Bắc, tỉnh Ninh Thuận
- Phía tây giáp huyện Bác Ái, tỉnh Ninh Thuận và huyện Khánh Sơn
- Phía đông giáp Biển Đông [16].

| Dữ liệu khí hậu của Cam Ranh                                 | Dữ liệu khí hậu của Cam Ranh | Dữ liệu khí hậu của Cam Ranh | Dữ liệu khí hậu của Cam Ranh | Dữ liệu khí hậu của Cam Ranh | Dữ liệu khí hậu của Cam Ranh | Dữ liệu khí hậu của Cam Ranh | Dữ liệu khí hậu của Cam Ranh | Dữ liệu khí hậu của Cam Ranh | Dữ liệu khí hậu của Cam Ranh | Dữ liệu khí hậu của Cam Ranh | Dữ liệu khí hậu của Cam Ranh | Dữ liệu khí hậu của Cam Ranh | Dữ liệu khí hậu của Cam Ranh |
| Tháng                                                        | 1                            | 2                            | 3                            | 4                            | 5                            | 6                            | 7                            | 8                            | 9                            | 10                           | 11                           | 12                           | Năm                          |
| ------------------------------------------------------------ | ---------------------------- | ---------------------------- | ---------------------------- | ---------------------------- | ---------------------------- | ---------------------------- | ---------------------------- | ---------------------------- | ---------------------------- | ---------------------------- | ---------------------------- | ---------------------------- | ---------------------------- |
| Cao kỉ lục °C (°F)                                           | 31.5 (88.7)                  | 33.0 (91.4)                  | 33.9 (93.0)                  | 37.1 (98.8)                  | 38.1 (100.6)                 | 37.7 (99.9)                  | 37.4 (99.3)                  | 39.0 (102.2)                 | 37.3 (99.1)                  | 33.4 (92.1)                  | 32.4 (90.3)                  | 32.0 (89.6)                  | 39.0 (102.2)                 |
| Trung bình ngày tối đa °C (°F)                               | 28.1 (82.6)                  | 29.4 (84.9)                  | 30.9 (87.6)                  | 32.2 (90.0)                  | 33.1 (91.6)                  | 33.2 (91.8)                  | 33.1 (91.6)                  | 33.3 (91.9)                  | 31.9 (89.4)                  | 30.1 (86.2)                  | 28.6 (83.5)                  | 27.5 (81.5)                  | 31.0 (87.8)                  |
| Trung bình ngày °C (°F)                                      | 24.3 (75.7)                  | 24.9 (76.8)                  | 26.4 (79.5)                  | 27.9 (82.2)                  | 28.8 (83.8)                  | 28.9 (84.0)                  | 28.7 (83.7)                  | 28.6 (83.5)                  | 27.7 (81.9)                  | 26.6 (79.9)                  | 25.7 (78.3)                  | 24.5 (76.1)                  | 26.9 (80.4)                  |
| Tối thiểu trung bình ngày °C (°F)                            | 21.7 (71.1)                  | 22.0 (71.6)                  | 23.1 (73.6)                  | 24.7 (76.5)                  | 25.5 (77.9)                  | 25.6 (78.1)                  | 25.3 (77.5)                  | 25.4 (77.7)                  | 24.6 (76.3)                  | 23.9 (75.0)                  | 23.3 (73.9)                  | 22.3 (72.1)                  | 24.0 (75.2)                  |
| Thấp kỉ lục °C (°F)                                          | 14.4 (57.9)                  | 16.4 (61.5)                  | 17.1 (62.8)                  | 19.9 (67.8)                  | 21.5 (70.7)                  | 21.1 (70.0)                  | 21.3 (70.3)                  | 21.0 (69.8)                  | 21.6 (70.9)                  | 19.3 (66.7)                  | 18.7 (65.7)                  | 15.7 (60.3)                  | 14.4 (57.9)                  |
| Lượng Giáng thủy trung bình mm (inches)                      | 23 (0.9)                     | 6 (0.2)                      | 32 (1.3)                     | 29 (1.1)                     | 81 (3.2)                     | 62 (2.4)                     | 49 (1.9)                     | 50 (2.0)                     | 152 (6.0)                    | 305 (12.0)                   | 315 (12.4)                   | 140 (5.5)                    | 1.243 (48.9)                 |
| Số ngày giáng thủy trung bình                                | 4.7                          | 2.5                          | 1.9                          | 3.4                          | 8.2                          | 8.0                          | 7.7                          | 8.7                          | 13.7                         | 15.4                         | 14.2                         | 10.8                         | 99.2                         |
| Độ ẩm tương đối trung bình (%)                               | 75.5                         | 76.0                         | 76.3                         | 76.9                         | 76.3                         | 74.4                         | 74.0                         | 74.3                         | 79.7                         | 81.6                         | 79.5                         | 76.3                         | 76.7                         |
| Số giờ nắng trung bình tháng                                 | 227                          | 238                          | 286                          | 266                          | 255                          | 217                          | 234                          | 224                          | 200                          | 182                          | 167                          | 175                          | 2.672                        |
| Nguồn: Vietnam Institute for Building Science and Technology |                              |                              |                              |                              |                              |                              |                              |                              |                              |                              |                              |                              |                              |

## Hành chính

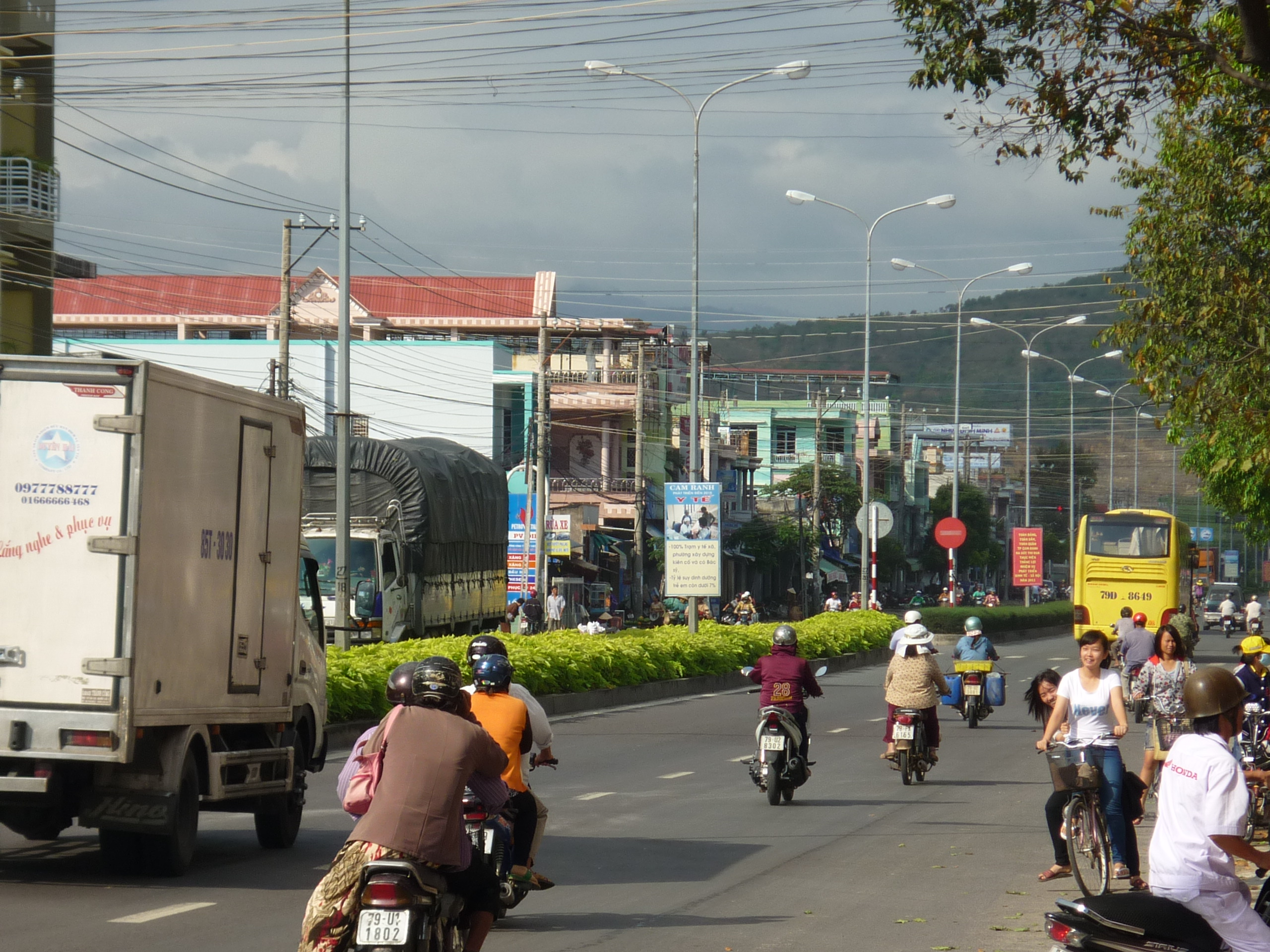
Đại lộ Hùng Vương, Cam Ranh

Thành phố Cam Ranh có 15 đơn vị hành chính cấp xã trực thuộc, bao gồm 9 phường: Ba Ngòi, Cam Linh, Cam Lộc, Cam Lợi, Cam Nghĩa, Cam Phú, Cam Phúc Nam, Cam Phúc Bắc, Cam Thuận và 6 xã: Cam Bình, Cam Lập, Cam Phước Đông, Cam Thành Nam, Cam Thịnh Đông, Cam Thịnh Tây.

## Giao thông

### Đường hàng không

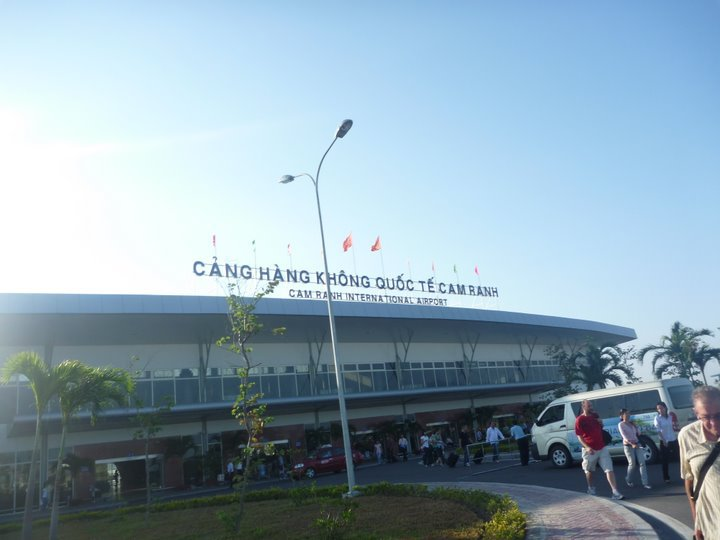
Nhà ga sân bay Cam Ranh

Thành phố Cam Ranh có sân bay quốc tế Cam Ranh là đầu mối giao thông quan trọng của cả tỉnh Khánh Hòa nói riêng và khu vực Nam Trung Bộ nói chung. Đây cũng là sân bay lớn thứ tư ở Việt Nam tính theo số lượng khách thông quan.

### Đường sắt
Cam Ranh nằm trên tuyến đường sắt Bắc Nam thuận lợi cho việc liên kết với các tỉnh còn lại của Việt Nam . Tuy nhiên trên địa bàn thành phố chỉ có một ga nhỏ là ga Ngã Ba, một ga cũ từng bị bỏ hoang trong hơn 20 năm và từ năm 2007 mới được phục dựng lại để đón khách . Các tàu Thống Nhất có đi qua Cam Ranh nhưng không đổ lại ga Ngã Ba đón, trả khách. Hiện tại ga chỉ đón khách của các chuyến tàu SNT1-2, SNT3-4 chạy tuyến Thành phố Hồ Chí Minh - Nha Trang. Tương lai ga sẽ được nâng cấp để đón các tàu chạy tuyến Thống Nhất

### Đường thủy

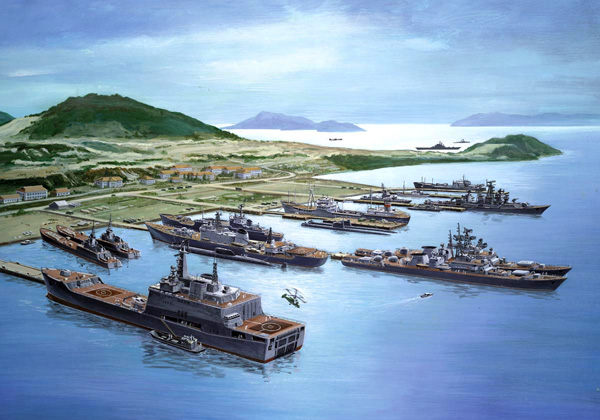
Hình vẽ minh họa căn cứ hải quân của Liên Xô tại vịnh vào khoảng đầu thập niên 1980.

Trên địa bàn thành phố có hai cảng lớn:
- Cảng Cam Ranh (tiền thân là Cảng Ba Ngòi), đóng ở phường Cam Linh (khu vực Ba Ngòi trước đây), trực thuộc cảng vụ Nha Trang. Đây là cảng thương mại quốc tế quan trọng nằm trong vịnh Cam Ranh [22], nơi hội tụ những điều kiện tự nhiên hết sức thuận lợi cho phát triển dịch vụ cảng biển như mực nước sâu, kín gió, diện tích lớn, nằm gần đường hàng hải quốc tế và sân bay Cam Ranh, cách Quốc lộ 1 1,5 km và tuyến đường sắt Bắc – Nam 3 km nên từ lâu cảng đã là đầu mối giao thông đường biển quan trọng cho khu vực Nam Khánh Hòa và các tỉnh lân cận.
- Quân cảng Cam Ranh là một cảng quân sự lớn nằm ở phía Nam, Bán đảo Cam Ranh, nơi đóng trụ sở Bộ chỉ huy vùng 4 Hải Quân. Đây từng căn cứ phức hợp quan trọng của Mỹ trong Chiến tranh Việt Nam. Trong giai đoạn 1979 - 2002, Liên Xô và sau này là Nga thuê cảng Cam Ranh làm căn cứ quân sự của Hải đoàn tác chiến cơ động số 17 thuộc Hạm đội Thái Bình Dương[23].

### Đường bộ
Cam Ranh cách Nha Trang khoảng 45 km về phía Nam, cách Phan Rang 55 km về phía Bắc. Cam Ranh còn có hệ thống giao thông đường bộ rất thuận lợi: Quốc lộ 1 đi ngang qua thành phố trên 40 km, tỉnh lộ 9 nối trung tâm thành phố với thị trấn Tô Hạp, huyện Khánh Sơn. Và đại lộ Nguyễn Tất Thành nối thành phố với sân bay Cam Ranh và thành phố Nha Trang. Bến xe Cam Ranh phục vụ hầu hết các tuyến nội tỉnh và liên tỉnh cho thành phố.
Đây cũng là địa phương có hai tuyến Đường cao tốc Nha Trang – Cam Lâm và Đường cao tốc Cam Lâm – Vĩnh Hảo đi qua đã được hoàn thành.

## Kinh tế
Công nghiệp là ngành kinh tế chủ lực và là động lực cho nền kinh tế phát triển của Cam Ranh. Tập trung chủ yếu vào các lĩnh vực đóng tàu, sản xuất xi măng và chế biến nông-thủy sản. Trên địa bàn thành phố có hai khu công nghiệp đa ngành là Nam Cam Ranh và Bắc Cam Ranh. Đi đôi với phát triển ngành công nghiệp là kinh tế thương mại - dịch vụ - du lịch với mức tăng trưởng bình quân 12,1%. Giá trị xuất khẩu của thành phố năm 2008 đạt 30 triệu USD, doanh số bán hàng và thương mại dịch vụ đạt 1.110 tỷ đồng. Ngành nông nghiệp, kinh tế nông thôn của thành phố ngày càng chuyển dịch theo hướng nâng cao giá trị ngành chăn nuôi và giá trị ngành dịch vụ trong nông nghiệp. Phát triển nông nghiệp theo hướng sản xuất hàng hóa, đa dạng hóa cây trồng, vật nuôi. Khuyến khích phát triển kinh tế trang trại với quy mô khép kín; kết hợp trồng trọt, chăn nuôi và chế biến.

## Danh thắng
- Chùa Từ Vân (còn gọi là Chùa Ốc).
- Di tích lịch sử văn hóa Lăng Ông - Đền Bà Cam Xuân tọa lạc trên lô đất rộng khoảng 1000 mét vuông bên bờ vịnh Cam Ranh, thuộc tổ dân phố Phúc Xuân, phường Cam Phúc Nam, thành phố Cam Ranh, tỉnh Khánh Hòa .
- Các đảo Bình Ba - Bình Hưng
Từ cảng Cam Ranh có thể qua đảo Bình Ba bằng cano (khoảng 20 phút), bằng tàu cao tốc (khoảng 45 phút) hoặc bằng tàu gỗ (khoảng 75 phút).
Đảo Bình Ba đã trở nên quen thuộc và thu hút nhiều du khách biết đến với các loại hải sản tươi ngon, đặc biệt là tôm hùm sống được chế biến thành nhiều món ăn (tôm hùm nướng mọi, nướng phô mai, cháo tôm hùm, tôm hùm hấp, tiết canh tôm hùm, rượu tiết tôm hùm). Đảo Bình Ba còn có vị trí độc đáo. Nằm án ngữ nơi cửa biển, Bình Ba như người mẹ hiền hòa chở che sóng gió cho ngư dân vùng đảo này (Bình: bức Bình Phong, Ba: phong ba bão tố, Bình Ba: bức bình phong che chắn gió).

## Hạ tầng
Hiện nay, thành phố Cam Ranh đã và đang triển khai xây dựng dự án Cam Ranh Bay nằm tại địa bàn phường Cam Nghĩa - đoạn gần cảng hàng không quốc tế Cam Ranh.

## Hình ảnh

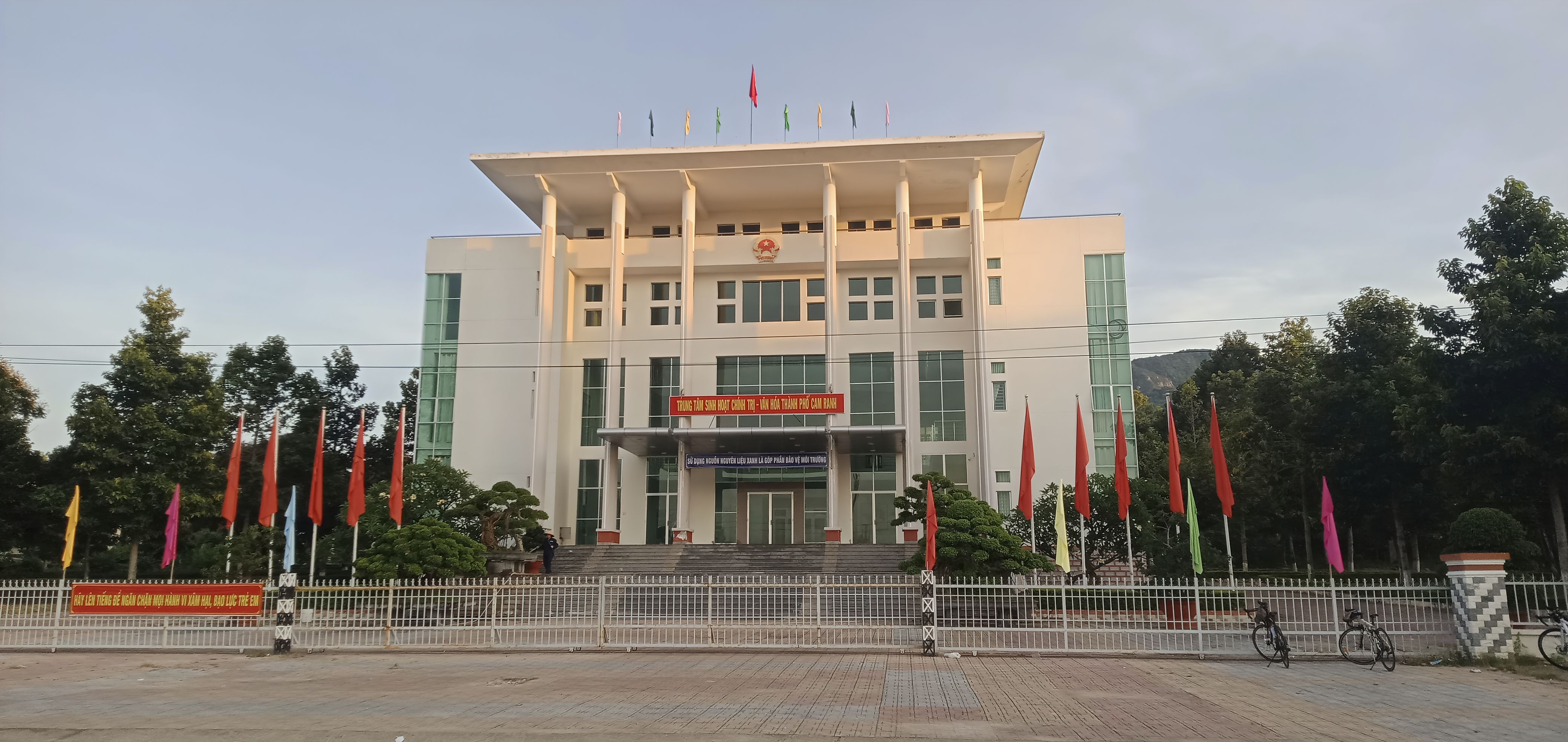
Trung tâm Sinh hoạt Chính trị - Văn hóa Thành phố
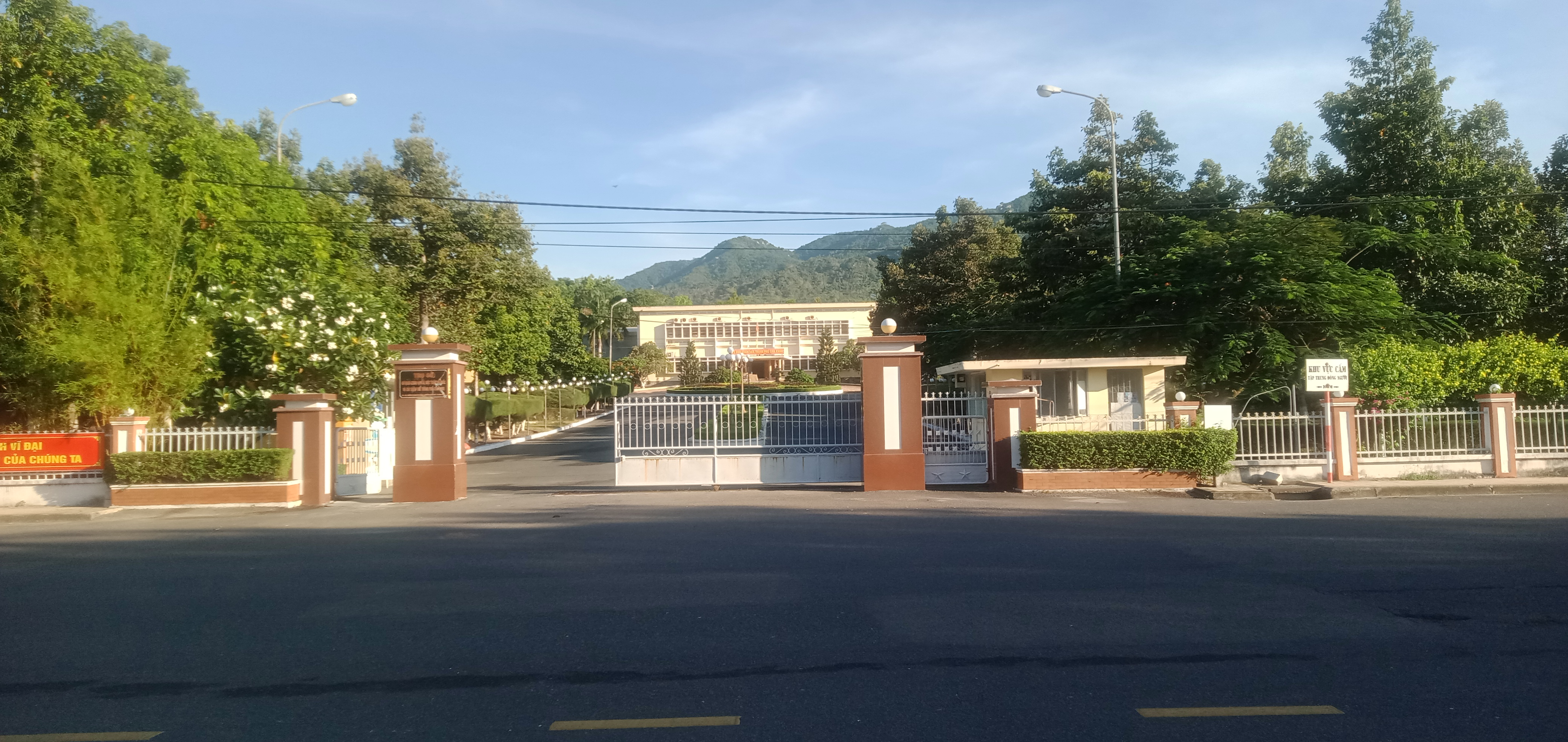
Trụ sở Ủy ban nhân dân thành phố Cam Ranh
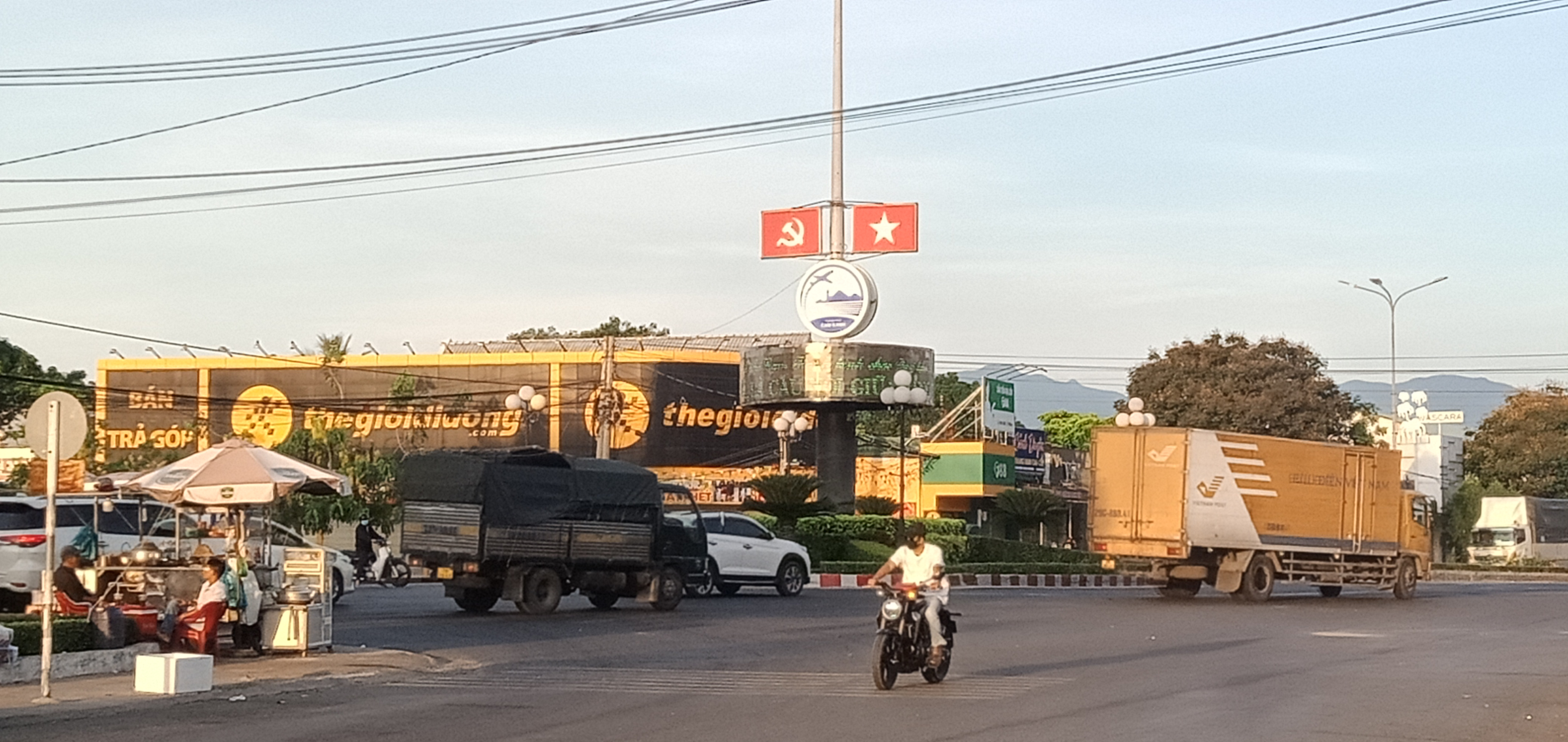
Bùng binh tại giao lộ đại lộ Hùng Vương và đường 22 tháng 8